# Битва при Квито-Кванавале
Битва при Квито-Кванавале (порт. Batalha de Cuito Cuanavale) — решающее сражение в ходе Гражданской войны в Анголе и южноафриканской Пограничной войны.
Это было столкновение между Народными вооружёнными силами освобождения Анголы (People’s Armed Forces of Liberation of Angola, FAPLA), поддерживаемыми Республикой Куба, и Национальным союзом за полную независимость Анголы (UNITA), поддерживаемым со стороны ЮАР. Оно проходило вблизи важного военного аэродрома Квито-Кванавале и прилегающего к нему небольшого одноименного города. Сражение было организовано для того, чтобы заблокировать крупномасштабное нападение ФАПЛА на основные оперативные базы УНИТА в Джамбе и Мавинге.
После ряда неудачных попыток захватить поселения в 1986 году, восемь бригад ФАПЛА приняли участие в операции «Приветствие октября» (Operação Saludando Octubre) в августе 1987 года, при широкой вспомогательной поддержке одного из ближайших военных союзников Анголы, Советского Союза. К ним присоединился ряд кубинских танковых и механизированных подразделений, которые впервые стали более непосредственно участвовать в боевых действиях во время участия Кубы в ангольской гражданской войне.
Также ускорились поставки советского вооружения к ФАПЛА, в том числе более ста танков Т-62 и боевых самолётов, откомандированных из стратегического резерва стран Варшавского договора.
Южная Африка, которая имела общую границу с Анголой через полосу Каприви — спорную территорию Юго-Западной Африки (нынешняя Намибия), была преисполнена решимости не допустить, чтобы ФАПЛА взяла под свой контроль Джамбу и позволила партизанам Организации народов Юго-Западной Африки (SWAPO) действовать в регионе. Операция «Приветствие октября» побудило южноафриканских военных принять меры для укрепления обороны Джамбы и начать операцию «Модулер» (Operation Moduler) с целью остановить наступление FAPLA.
Последовавшая за этим кампания завершилась крупнейшей битвой на Африканском континенте со времён Второй мировой войны и, по некоторым данным, вторым по величине столкновением африканских армий в истории. ФАПЛА имела низкую дисциплину, но была хорошо оснащена, и применение кубинской авиации оказалось решающим преимуществом перед ЮАСО. Тем не менее наступающие силы ФАПЛА часто оказывались в тактическом окружении и уничтожались в ходе столкновений с механизированными подразделениями южноафриканцев.
Наступление ФАПЛА было остановлено с большими потерями.
В то же время ЮАСО имели политический императив избегать жертв, где это возможно, и имели приказ не брать города, если их нельзя было взять без боя, поэтому они не предприняли никаких попыток развить своё преимущество и захватить город Квито-Кванавале, остерегаясь городских боёв.
Сегодня некоторые считают, что битва при Квито-Кванавале положила начало трёхсторонним переговорам при посредничестве Соединённых Штатов, которые обеспечили вывод кубинских и южноафриканских войск из Анголы и Намибии к 1991 году.

## Предыстория
Гражданская война в Анголе разыгралась на фоне противостояния между Советским Союзом и Соединёнными Штатами в ходе холодной войны. Обе сверхдержавы пытались влиять на исход гражданской войны через своих союзников в регионе.
За 13 лет до 1974 года, три вооружённые группировки воевали в Анголе за независимость от Португалии: просоветское Народное движение за освобождение Анголы — Партия труда (MPLA), возглавляемое Агостиньо Нето; Национальный фронт освобождения Анголы (FNLA) под руководством Холдена Роберто и поддерживаемого заирским диктатором Мобуту Сесе Секо; Национальный союз за полную независимость Анголы (UNITA) во главе с Жонашем Савимби. Три движения располагали своими партизанскими формированиями: МПЛА — Народной армией освобождения Анголы (EPLA), ФНЛА — Армией национального освобождения Анголы (ELNA), УНИТА — Вооружёнными силами освобождения Анголы (FALA).
После Революции гвоздик в апреле 1974 года новое революционное правительство Португалии завершило Португальскую колониальную войну в своих колониях и даровало им независимость, в том числе Португальской Западной Африке.
Алворское соглашение содержало ряд договорённостей между тремя повстанческими группировками и Португалией, которые должны были отрегулировать отношения после достижения независимости. В соответствии с его условиями было сформировано переходное правительство, выборы были запланированы на конец года, а 11 ноября 1975 года было объявлено днём независимости Анголы. Боевые действия между тремя повстанческими группировками начались вскоре после того, как переходное правительство вступило в должность 31 января 1975 года, причём к середине 1975 года каждое движение получило контроль над своими традиционными районами влияния: МПЛА в столице и Центральной Анголе, ФНЛА на севере и УНИТА на юге. Партизанские формирования МПЛА были преобразованы в регулярные Народные вооружённые силы освобождения Анголы (FAPLA).
ФНЛА было разбито в 1970-е годы и борьба продолжилась между просоветским движением МПЛА и прозападным движением УНИТА, поддержанным ЮАР и США. Правительству МПЛА в Анголе и группировке СВАПО оказывалась поддержка со стороны Кубы, Советского Союза и других социалистических стран. УНИТА и ФНЛА были поддержаны капиталистическим блоком государств (пусть и негласно), в первую очередь США и ЮАР.
В период 1975—1976 годов кубинские и южноафриканские войска участвовали в боевых действиях соответственно от имени МПЛА и УНИТА. По словам кубинского лидера Фиделя Кастро, присутствие кубинских Революционных вооружённых сил в Анголе соответствовало «интернациональной миссии» по борьбе с колониализмом и «защите [Ангольской] независимости». Со своей стороны, Южная Африка рассматривала вмешательство Кубы и СССР в Ангольский конфликт как пример регионального коммунистического экспансионизма.
После того как кубинцы помогли МПЛА получить власть в 1975 году, они сочли необходимым оставаться в стране до тех пор, пока условия не стабилизируются. Советский Союз и другие страны Коммунистического блока снабжали ФАПЛА вооружением, советниками и специализированным техническим персоналом. УНИТА, при поддержке ЮАР и США, продолжало создавать военную угрозу правительству МПЛА. Унитовцы получили поддержку от США, прежде всего в виде зенитных систем «Стингер», которые помогли снизить превосходство сил ФАПЛА в воздухе. ЮАР также предоставила УНИТА оружие и обучение.
Южная Африка управляла Юго-Западной Африкой (Намибией) в соответствии с истёкшим мандатом Лиги Наций с момента аннексии территории Германии во время Первой мировой войны. В 1966 году Организация народов Юго-Западной Африки (СВАПО, позже известная как Народно-освободительная армия Намибии) начала вооружённую борьбу за освобождение территории от южноафриканского правления. После прихода МПЛА к власти, СВАПО заручилась её поддержкой и начала действовать с баз на территории Анголы.
Таким образом, стратегическая задача Правительства Южной Африки состояла в обеспечении дальнейшего контроля УНИТА над районами, граничащими с Юго-Западной Африкой, с тем чтобы не допустить получения партизанами СВАПО ангольской поддержки и создания в южной части Анголы плацдарма для совершения нападений на Юго-Западную Африку. Его стратегия безопасности была сформирована доктринами упреждающего интервенционизма и контрреволюционной войны. После проведения южноафриканцами Операции «Протея» (Operation Protea) в августе 1981 года, в ходе которой она временно оккупировала 50 000 км² провинции Кунене, УНИТА в январе 1982 года взял под свой административный контроль бо́льшую часть Кунене.

## Операция «Приветствуя Октябрь»
Из-за мятежа УНИТА центральному правительству так и не удалось установить контроль над всей территорией страны; УНИТА контролировала бо́льшую часть юго-восточной Анголы. Всякий раз, когда ей угрожали, Южная Африка выступала от имени УНИТА. Южная Африка сохранила под своим контролем всю южную границу в Анголе и временами занимала до 50 000 км² (19 000 кв. миль) территорий в провинции Кунене, а также проводила вторжения и рейды в Анголу.
В 1987 году в рамках кампании ангольского правительства против УНИТА и за установление контроля над юго-восточной Анголой ангольская армия развернула кампанию «Приветствуя Октябрь» (Operação Saludando Octubre) с целью изгнать силы УНИТА из их опорных городов Мавинга (бывшая португальская военная база) и Джамбы на юго-востоке страны, к северу от полосы Каприви. Как и в предыдущих кампаниях, планирование и руководство перешли к советским военным специалистам, а высшие должности в воинских частях перешли к советским офицерам. Генерал-майор Рябченко командовал ангольскими войсками в бою. Советское командование не использовало кубинские войска в Анголе, и кубинцы первоначально не участвовали в боевых действиях, а взяли на себя вспомогательные функции. ФАПЛА получило военно-техническую помощь, в том числе 150 танков Т-55 и ударные вертолёты Ми-24. Советские командиры, как и в предыдущих кампаниях, отвергли советы кубинцев, которые предупреждали, что операция создаст ещё одну возможность для южноафриканского вмешательства. Было решено начать атаку с Квито-Кванавале.
Обнаружив массированное наращивание военного потенциала, ЮАР предупредила об этом командование УНИТА. Первоначально ангольская кампания была успешной для просоветских сил и принесла им значительные успехи на юго-востоке Анголы. Правительство Южной Африки осознало, что УНИТА не в состоянии противостоять этому наступлению. 15 июня южноафриканское руководство приняло решение вмешаться и санкционировало скрытую поддержку. 4 августа 1987 года ЮАСО запустило операцию «Модулер», которая должна была остановить наступление Анголы на Мавингу, чтобы предотвратить разгром УНИТА. 61-й механизированный батальон Сухопутных войск ЮАР вошёл в Анголу со своей базы в пограничном городе Рунду.

## Цели сторон

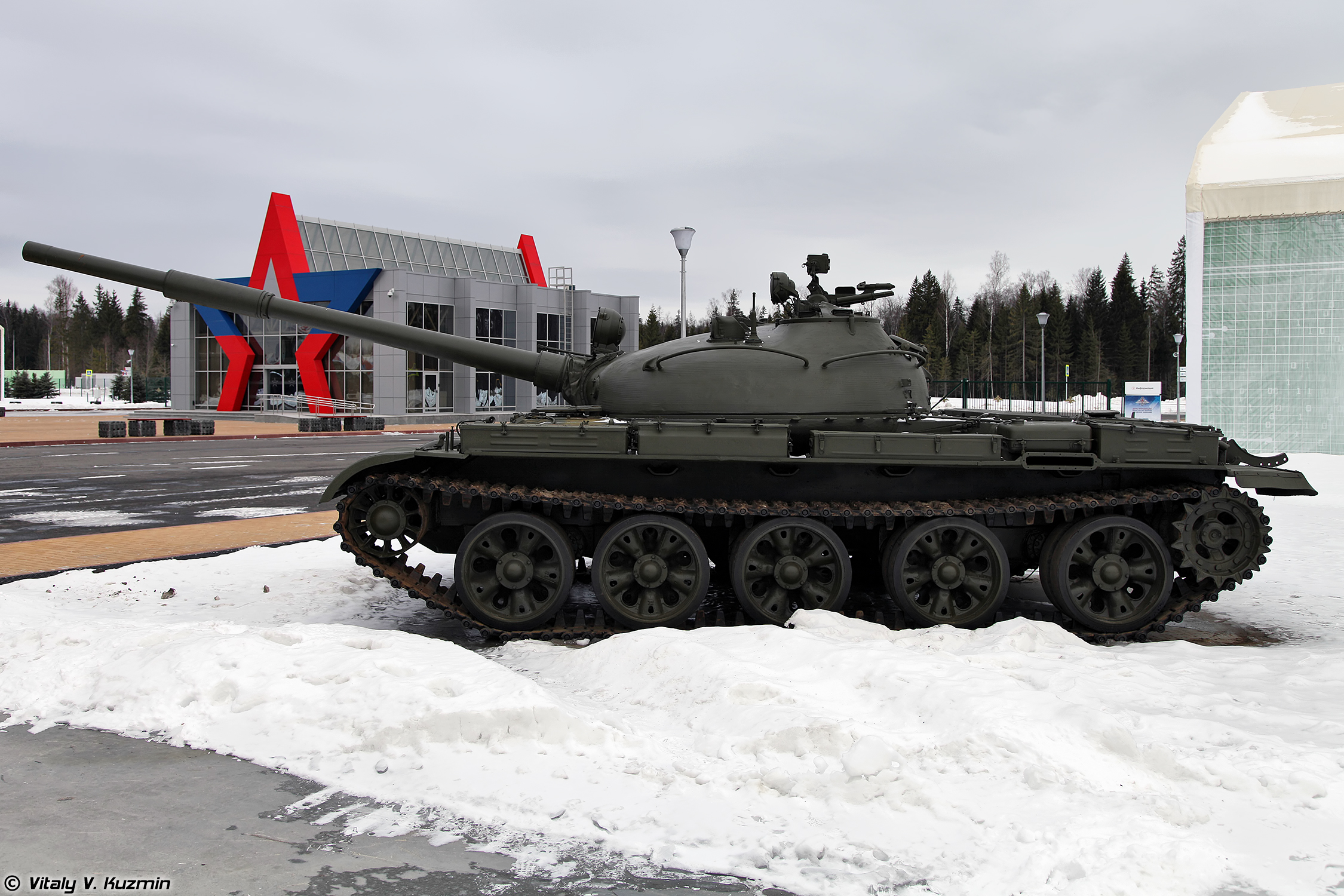
Танк Т-62 (в парке "Патриот")

Битва при Квито-Кванавале была частью Ангольской гражданской войны. Стратегическая цель ФАПЛА состояла в том, чтобы уничтожить унитовцев, выиграть гражданскую войну и, таким образом, взять под свой контроль всю страну. В рамках этого процесса бригады ФАПЛА продвинулись на юго-восток от Квито-Кванавале для удара по силам УНИТА в Мавинге.
Стратегической целью ЮАР было предотвратить усиление СВАПО в южной Анголе, таким образом обезопасив себя в Юго-Западной Африке. Для достижения этой цели ЮАСО оказывало поддержку УНИТА на юге Анголы, а когда силы ФАПЛА выдвинулись из Квито-Кванавале, чтобы ударить по отрядам УНИТА в Мавинге, ЮАСО вмешались, чтобы защитить УНИТА, остановив это наступление.
Наступление ФАПЛА было остановлено вмешательством войск ЮАР. Части ФАПЛА были остановлены у Квито-Кванавале, и вскоре были отброшены на исходные позиции. Впоследствии кубино-ангольская задача была сведена к обеспечению безопасности города Квито-Кванавале к западу от реки.. При этом ЮАСО имели политический императив избегать жертв где это возможно, и имели приказ не брать города, если их нельзя было взять без боя, поэтому ЮАСО не предприняли никаких попыток развить своё преимущество и захватить город Квито-Кванавале, остерегаясь городских боёв.

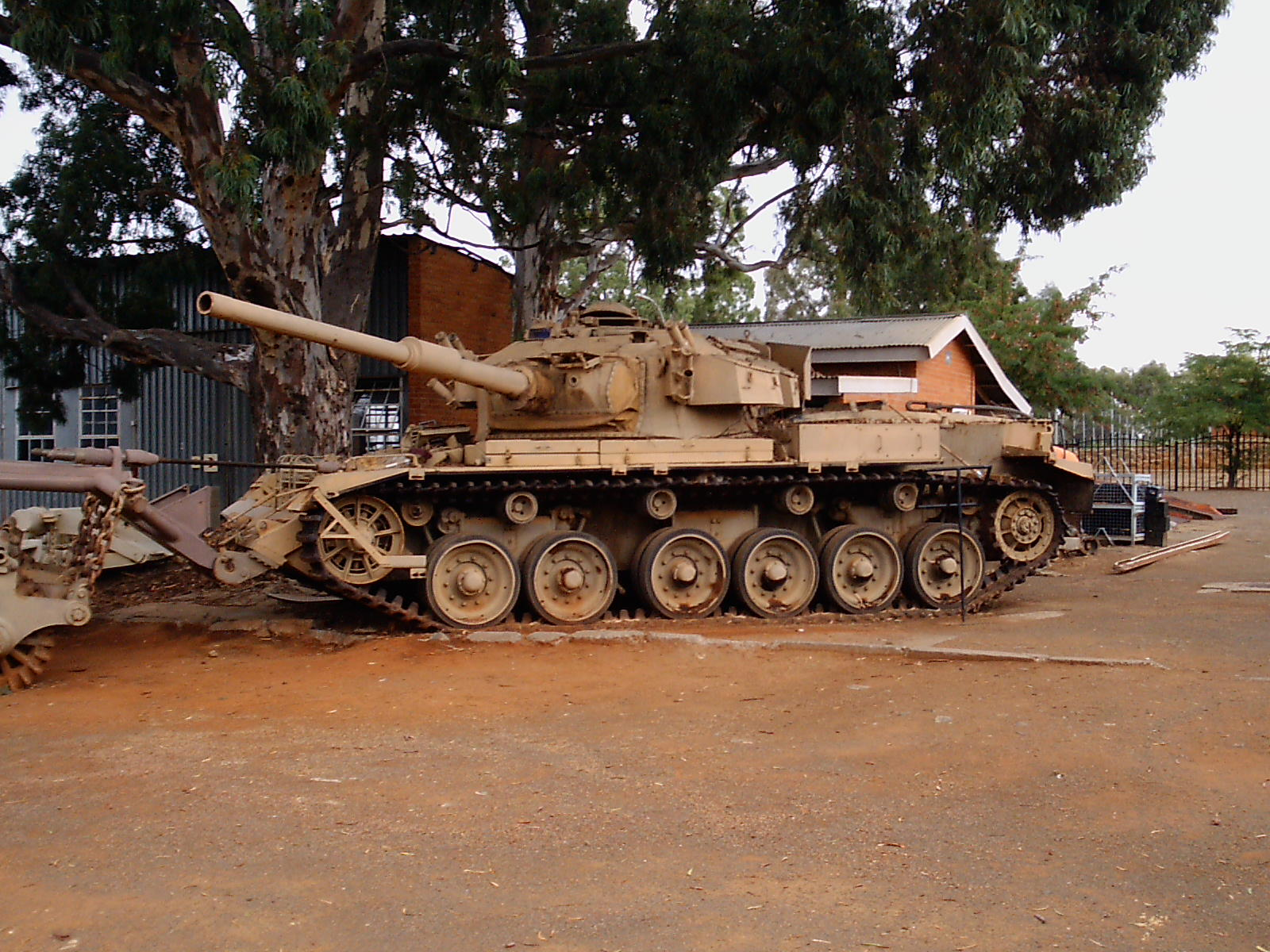
Танк Olifant Mk 1B

## Ход битвы
Также известная как Битва на реке Ломба, эта битва произошла недалеко от города Квито-Кванавале на юге Анголы. Для Южно-Африканских сил обороны она состояла из четырёх этапов, которые проходили последовательно как единое общее сражение. Эти были:
- Операция «Модулер», целью которой было остановить продвижение ФАПЛА на опорные пункты УНИТА Мавинга и Джамба.
- Операция «Хупер», цель которой состояла в том, чтобы нанести максимальные потери отступающим войскам ФАПЛА после того, как они были остановлены, с тем чтобы не было никаких дальнейших попыток возобновить наступление.
- Операция «Пакер», цель которой заключалась в том, чтобы заставить силы ФАПЛА отступить к западу от реки Квито и обеспечить УНИТА устойчивую оборону.
- Операция «Смещение», цель которой заключалась в предотвращении атак на УНИТА после вывода основной части войск и техники ЮАР.

### Операция «Модулер»

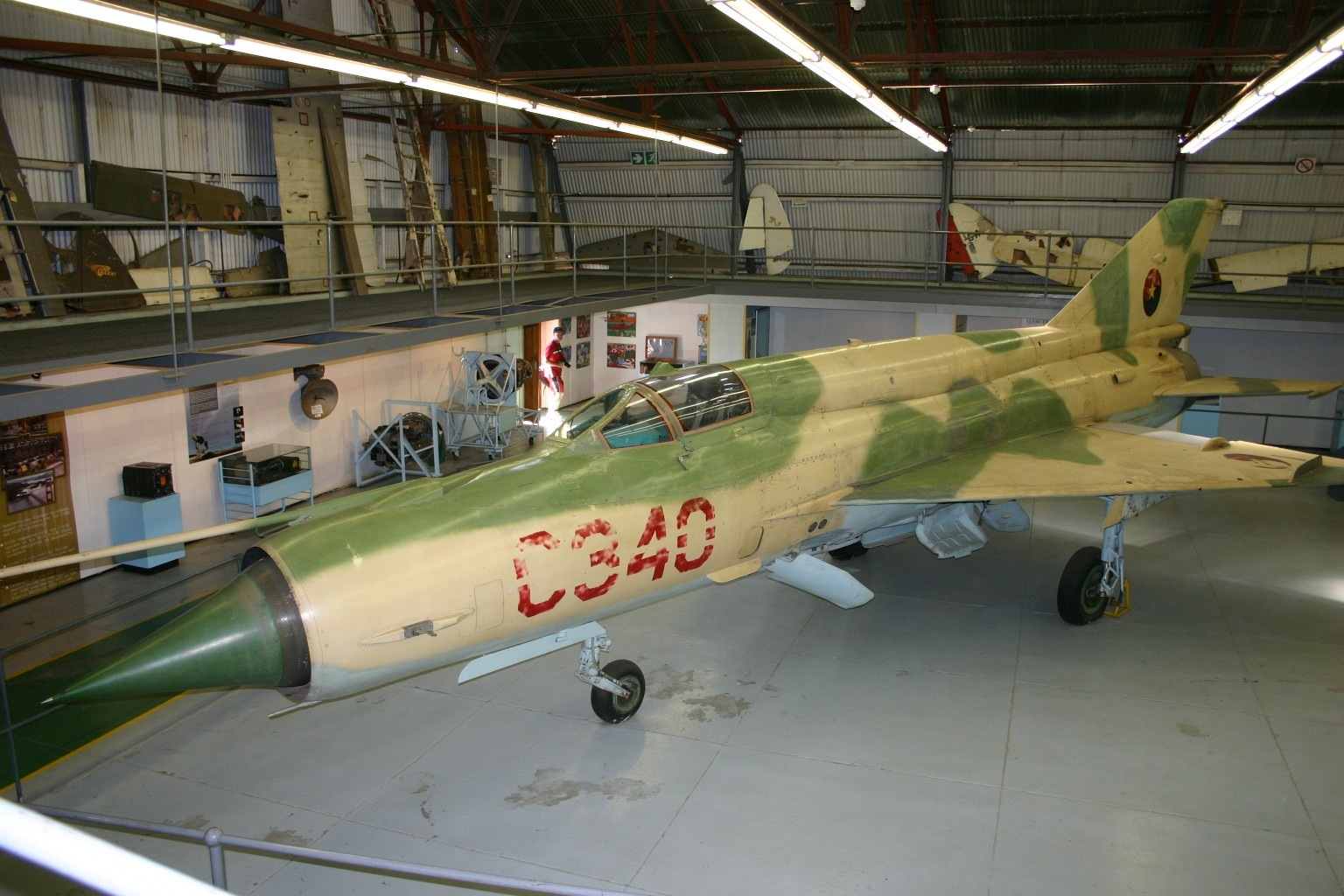
МиГ-21 ангольских ВВС

4 августа 1987 года ЮАСО начали операцию «Модулер», которая должна была остановить наступление Анголы на Мавингу, с целью предотвращения разгрома УНИТА. 61-й механизированный батальон ЮАСО вошел в Анголу со своей базы в пограничном городе Рунду.
В августе 16-я, 21-я (легкопехотная), 47-я (танковая) и 59-я (механизированная) бригады ФАПЛА, около 6000 человек и 80 танков плюс артиллерия и вспомогательные транспортные средства, начали движение от Квито-Кванавале, чтобы пересечь реку Ломба. Они получали воздушную поддержку от авиабазы в Менонге, включая МиГ-23, развёрнутые для наземных атак. Ещё четыре бригады находились в резерве и для защиты Квито-Кванавале и окрестностей.
Перед ними стояли силы УНИТА в составе 3-го и 5-го регулярных, 13-го полурегулярного и 275-го батальонов сил специального назначения при поддержке около 1000 военнослужащих ЮАСО с бронетехникой и артиллерией. 28 августа FAPLA достигло северного берега реки Ломба пути к городу Мавинга, где оно было остановлено ЮАСО.
В ходе серии ожесточённых боев в период с 9 сентября по 7 октября ЮАСО и УНИТА достигли своей главной цели не допустить, чтобы ФАПЛА пересекла реку. СССР отозвал своих советников и оставили ФАПЛА без высшего руководства. ФАПЛА понесла большие потери, при этом все четыре ударные бригады потеряли около 60—70 % своей численности. На протяжении всего сражения ФАПЛА потеряла 1059 погибших и 2118 раненых, а также 61 танк, 83 бронированные машины и 20 РСЗО. В ЮАР потеряли 17 убитыми и 41 раненым, плюс 5 бронемашин. ЮАСО также захватили зенитный ракетный комплекс «Оса» — впервые этот образец вооружений советского ВПК попал в западные руки. Потери боевиков УНИТА в этом бою неизвестны. Ангольская армия отступила более чем на 190 км назад к Квито-Кванавале, за который отчаянно держалась как за последний рубеж обороны.
Честер Крокер (Chester Crocker), являвшийся помощником госсекретаря США по африканским делам (Assistant Secretary of State for African Affairs) в администрации Рональда Рейгана, сказал, что: «в одном из самых кровавых сражений за всю гражданскую войну, силы общей численностью около 8000 бойцов УНИТА и 4000 солдат ЮАСО не только уничтожили одну бригаду FAPLA, но и нанесли сильный урон нескольким прочим формированиям FAPLA общей численностью около 18 000, занятых в наступлении по трём направлениям. Оценки потерь ФАПЛА составляла более 4000 убитых и раненых… Большое количество советской техники было уничтожено или попало в руки УНИТА и ЮАСО, когда ФАПЛА сорвалась в дезорганизованное отступление… Военная кампания 1987 года представляла собой потрясающее унижение для Советского Союза, его оружия и стратегии. … По состоянию на середину ноября силы УНИТА/ЮАСО уничтожили аэродром Квито-Кванавале и прижали к оборонительному периметру города тысячи лучших оставшихся подразделений ФАПЛА.»
29 сентября, войска ЮАР и УНИТА, одержав верх, начали контратаковать. Цель состояла в том, чтобы нанести сокрушительный удар по формированиям ФАПЛА, с тем чтобы предотвратить ещё одно наступление в следующем году. Ограничения, ранее наложенные на ЮАСО руководством ЮАР, были смягчены, и ЮАСО впервые ввели танки Олифант. 4-й пехотный батальон ЮАСО был пущен в сражение, в результате чего численность ангольской группировки ЮАСО составила около 3000 человек — самый большой уровень за весь ход кампании.
14 октября террористы УНИТА с помощью ПЗРК «Стингер» сбили гражданский L-100-30 швейцарской авиакомпании Zimex Aviation (р/н HB-ILF). Были убиты все 2 пилота и 4 пассажира, а также 2 жителя на земле когда сбитый «Геркулес» рухнул на их дом.
На этом этапе подразделения ЮАСО поддерживались тяжёлой артиллерией G5 и авиаударами. Взлётно-посадочная полоса в Квито-Кванавале подверглась массированным бомбардировкам, в результате чего кубинцы вывели свои самолёты из Менонге и покинули взлётно-посадочную полосу в Квито-Кванавале.
Тактика ЮАСО была основана на тактике, использованной немецким генералом Эрвином Роммелем во Второй мировой войне, когда он разгромил англичан в Газале.
9 ноября ЮАСО атаковали 16-ю бригаду ФАПЛА. Использовались авиаудары и артиллерия, танки шли в бой рядом с бронемашинами пехоты. Участвовала также пехота УНИТА. 16-я бригада была рассеяна и в беспорядке отступила через реку. Бой закончился через полдня, когда у машин ЮАСО закончились боеприпасы. ФАПЛА уничтожила 10 танков и захватила 3, уничтожила или захватила различные артиллерийские орудия и убила 75 человек. У ЮАСО было 7 убитых и 9 раненых, один БТР уничтожен, один танк подбит. Потери боевиков УНИТА в этом бою неизвестны.
Второе нападение 11 ноября вновь было направлено против 16-й бригады. 16-я бригада снова избежала уничтожения, переправившись через реку, но на этот раз они потеряли 14 танков и 394 человека. ЮАСО потеряли 5 человек убитыми и 19 ранеными, при этом были уничтожены 2 бронированные машины и подбит один танк. Восстановление танка под огнём и последующее возвращение на минное поле, куда танк был заведён для спасения раненого солдата, принесло капитану Петрусу Ван Зилю (Petrus van Zyl) и лейтенанту де Виллеру Восло (De Villers Vosloo) из 32-го пехотного батальона награды «Крест чести» (Honoris Crux). Потери боевиков УНИТА в этом бою неизвестны.
21-я бригада ФАПЛА быстро переправилась через реку. 17 ноября она вновь вступила в бой и понесла потери 131 убитым, а также потеряла 9 танков и около 300 единиц других транспортных средств. Потери ЮАСО состояли из 6 убитых и 19 раненых, а также 4 бронеавтомобиля Ratel. Потери боевиков УНИТА в этом бою неизвестны. Последняя атака 25 ноября увязла в густом кустарнике и, в конечном итоге, была остановлена.
Операция «Модулер» достигла своей цели отражения наступления ФАПЛА против УНИТА, и нанесла тяжёлые потери коммунистам. Потери противоположной стороны оказались оказались тоже тяжёлыми — ЮАСО и УНИТА потеряли только убитыми более 3000 человек, было сбито 6 южноафриканских летательных аппаратов.

### Операция «Хупер»

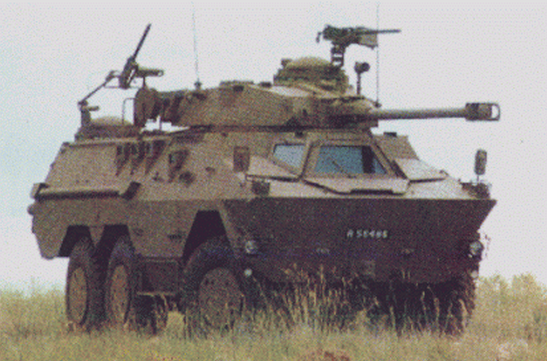
Южноафриканская боевая машина Ratel-90. Его большая пушка позволяла использовать его против танков Т-55 в Квито-Кванавале

К ноябрю ЮАСО загнали в угол остатки трёх подразделений ФАПЛА на востоке реки Квито, напротив самого города, и были готовы уничтожить их. Был совершенно деморализован личный состав 59-й мотопехотной бригады FAPLA. 21-я и 25-я легкопехотные бригады ФАПЛА, на позициях в районе Тумпо (Tumpo) и востоке реки Квито, были фактически отрезаны из-за ходе артиллерийских бомбардировок обоих мостов и взлётно-посадочных полос и взятия отрядами УНИТА под контроль дороги из Менонге, которую они заминировали и устроили подготовленную засаду. Без действующих танков и артиллерии, отряды FAPLA оказались под угрозой полного разгрома.
15 ноября, правительство Анголы запросило срочную военную помощь от Кубы. По мнению Фиделя Кастро, победа ЮАР означала бы не только захват Квито и уничтожение лучших ангольских военных формирований, но, вполне вероятно, и конец существования Анголы как независимой страны. Таким образом, Кастро немедленно ответил, послав в Анголу технику и 15 000 отборных войск, назвав это «Манёвром имени 31-й годовщины Революционных вооружённых сил» (Maniobra XXXI Aniversario de las FAR), отвоевав инициативу у Советов. Первые кубинские подкрепления прибыли в Квито-Кванавале на вертолёте 5 декабря с примерно 160—200 техниками, советниками, офицерами и спецназовцами.
Генерал Арнальдо Очоа, ветеран Ангольской кампании 1976 года и танковых сражений в Эфиопии, был назначен главнокомандующим на стороне правительства. Очоа и Кастро имели серьёзные разногласия при ведении войны в Анголе. Эти трения должны были иметь последствия как во время войны, когда вмешательство Кастро в планы обороны могло стоить кубинцам десятков жизней, так и после ангольских военных действий год спустя, когда Очоа был арестован, судим и казнён расстрельной командой после того, как был признан виновным в измене. Синтра Фриас (Cintras Frías) был назначен командующим в Квито-Кванавале. Первоначально кубинцы ставили своей первоочередной задачей организацию обороны города Квито-Кванавале, но, в то время, как подкрепления прибывали в осаждённый гарнизон, они также готовились к открытию второго фронта к западу от Квито-Кванавале в Лубанго, где ЮАСО беспрепятственно действовали в течение 8 лет.

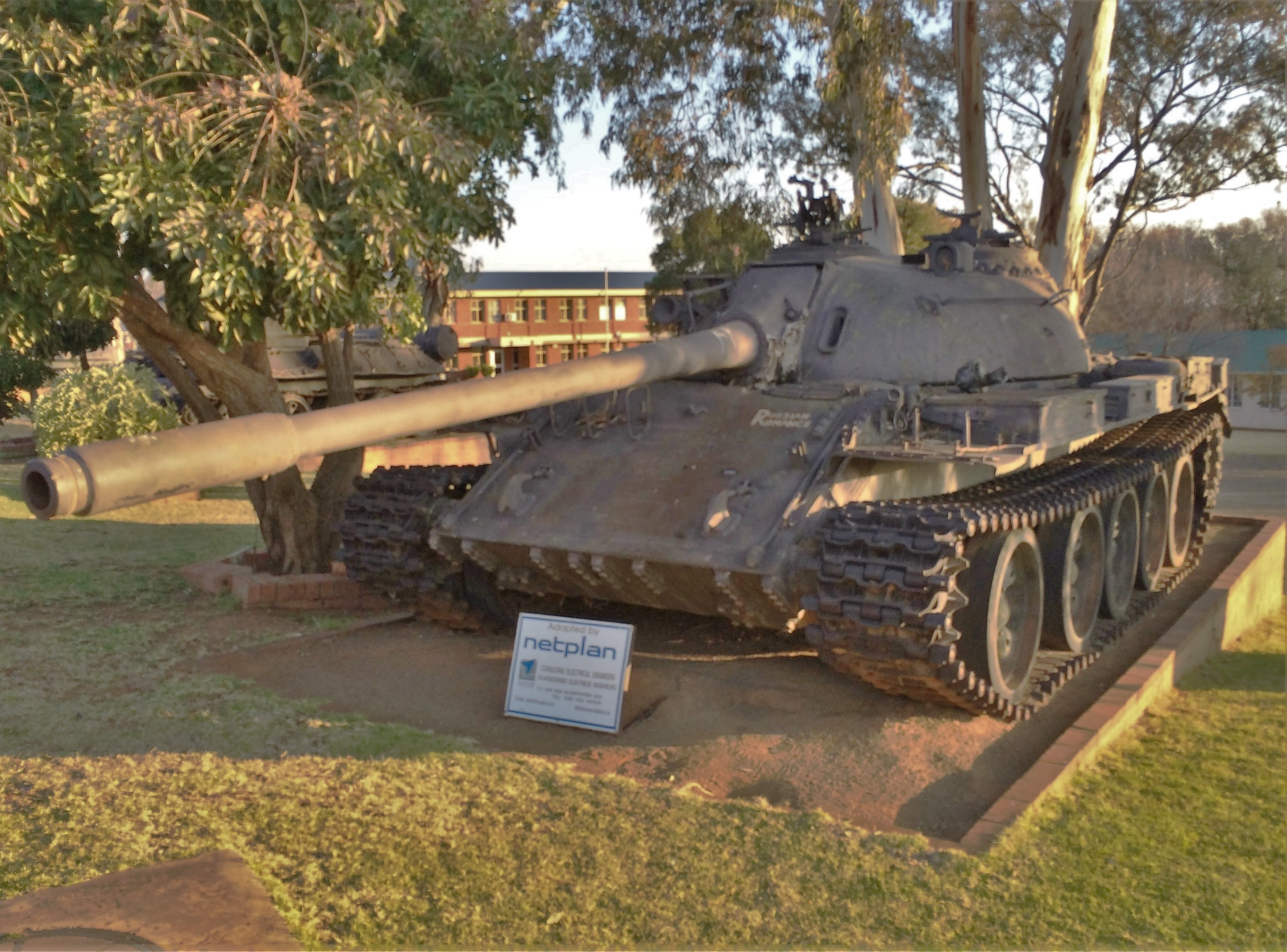
Танк Т-55. Захвачен 14 февраля в атаке против южноафриканских танков Olifant Mk1A

25 ноября Совет Безопасности ООН потребовал безусловного ухода ЮАСО из Анголы до 10 декабря, но не угрожал никакими санкциями.
Подразделения ЮАР получали по ротации свежие войска и технику, но численность группировки была сокращена до около 2000 бойцов и 24 танков на всю операцию. Новые прибывшие должны были быть акклиматизированы в первую очередь. Цель ЮАСО заключалась в том, чтобы уничтожить противника к востоку от реки или, по крайней мере, переправить его через реку, нанеся ему максимальные потери, но понеся при этом минимальные потери. Речные переходы должны были быть укреплены и переданы УНИТА, а ЮАСО должны были уйти из Анголы, как только победа УНИТА будет достигнута. Был издан приказ, запрещающий штурм самого города Квито-Кванавале, только если город попадёт в руки силовиков ЮАР без боя.
Обстрел начался 2 января 1988 года, с ударов артиллерии и авиации. Последовавшая атака пехотинцев УНИТА захлебнулась. 3 января ЮАСО разрушили важный мост через реку Квито с помощью «умной» бомбы. Кубинцам удалось построить на его месте деревянный пешеходный мост, который они окрестили Patria o Muerte (Отечество или смерть). Они частично закапывали в землю танки с повреждённой ходовой частью, чтобы их орудийные башни можно было использовать в качестве стационарных артиллерийских орудий.
32-й батальон и другие подразделения неделями преследовали автоколонны, уничтожив несколько сотен транспортных средств и причинив неизвестное число жертв.
13 января ЮАСО атаковали 21-ю бригаду, начав с воздушных ударов и артиллерийских обстрелов. В течение двух дней подразделение ФАПЛА было вытеснено со своих позиций и по одним данным потеряло 12 танков (а по другим данным было потеряно всего 4 танка), различные другие транспортные средства уничтожены и захвачены, по юаровской оценке 150 человек убиты или взяты в плен. УНИТА потеряло 4 погибших и 18 раненых, а ЮАСО получили одного раненого и вышли из строя не меньше 4 танков и 1 бронетранспортёр (по другим данным было потеряно 7 танков). Однако ЮАСО снова не смогли воспользоваться плодами успехов из-за нехватки боеприпасов и топлива. УНИТА заняли захваченные позиции, но затем потеряли позиции вследствие контрудара ФАПЛА. Крупная кубинская колонна и колонна ФАПЛА направлялись из Менонге для оказания помощи Квито-Кванавале, однако их продвижение в сезон дождей было медленным из-за необходимости расчистки минных полей, расставленных бойцами УНИТА, и организации защитных мер от возможных засад. Они не успели добраться до Квито-Кванавале, чтобы принять участие в первом столкновении.
Следующее нападение было совершено 14 февраля на позиции 21-й бригады бойцами УНИТА и ЮАР и на соседние позиции 59-й бригады. ЮАР в этом наступлении задействовала более 100 единиц бронетехники. В ответ они подверглись контратакам кубинских танков. И 21-я бригада, и 59-я бригада были вынуждены отступить. По утверждениям южноафриканцев, ФАПЛА потеряла 500 человек и ещё 32 кубинских солдата, а также 15 танков и 11 бронированных машин. Кубинцы подтвердили потерю своих солдат лишь 14 убитыми. У ЮАСО было 4 убитых и 11 раненых, а также потеряно 10 гусеничных танков и 4 колесных. Потери боевиков УНИТА в этом бою неизвестны. ФАПЛА отошло к западному берегу реки Тумпо, заняв оборону на небольшом треугольном участке, напротив Квито-Кванавале. Местность идеально подходила для обороны. Подступы к реке к позициям ФАПЛА были заминированы обширными минными полями, препятствующими активному наступлению сил ЮАСО и УНИТА.
В бою 19 февраля была атакованы позиции ФАПЛА, в результате чего 59-я бригада ФАПЛА была переведена через реку. Однако ЮАСО повредило два автомобиля[каких?] на минном поле. В последующие дни кубинцы активизировали воздушные атаки на позиции южноафриканских войск.
25 февраля очередной штурм оборонного рубежа захлебнулся на минном поле и увяз. ФАПЛА потерял 172 человека, плюс 10 кубинцев и 6 танков, а по другим данным ФАПЛА и кубинские части в этом бою не понесли никаких потерь. ЮАСО потеряли 4 убитых и 10 раненых, а также не менее 11 единиц техники, в том числе 4 танка «Олифант», 5 «Рателей», 1 БРЭМ, 1 грузовик со снарядами и др.. Потери боевиков УНИТА в этом бою неизвестны. Рубеж уцелел, и цель, переправа ЮАСО и УНИТА через реку, так и не была достигнута.
Таким образом, операция «Хупер» завершилась поражением для войск ЮАСО И УНИТА.

### Операция «Пакер»

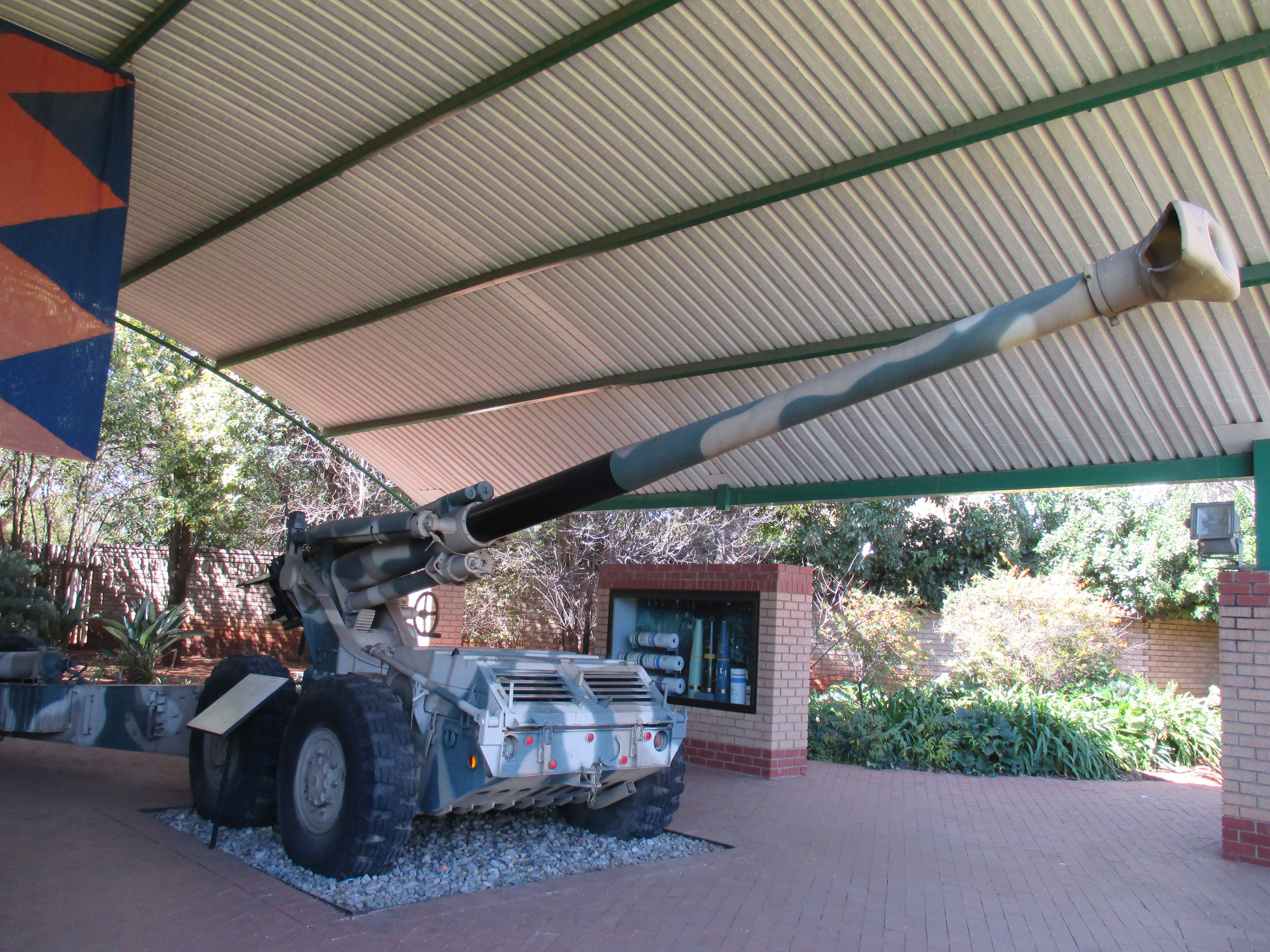
Южноафриканская 155-мм гаубица G5

Были введены дополнительные личный состав и техника 82-й механизированной бригады ЮАСО, и 23 марта была предпринята ещё одна попытка прогнать ФАПЛА обратно через мост. Однако южноафриканские войска снова увязли в минных полях. Хотя ЮАСО не понесли никаких потерь, унитовцы всё же понесли тяжёлые потери, и наступление «было окончательно прекращено». Артиллерийский огонь нарастал и воздушные атаки были интенсивными, поэтому, чтобы избежать жертв, атаки была отменены. Несколько повреждённых танков ЮАСО были оставлены на минном поле и впоследствии захвачены кубинцами. Это обеспечило Кастро пропагандистскую победу. Оборудование, люди и припасы ЮАСО были исчерпаны, и командование ЮАСО решило, что уничтожение небольших сил ФАПЛА, оставшихся на восточном берегу реки, не стоит дальнейших жертв и затрат. Цель защиты УНИТА была признана достигнутой, и операция «Пакер» была свёрнута.
За всё время сражения ЮАСО не совершали крупных нападений на сам город, а кубинские защитники никогда не пытались контратаковать и изгнать ЮАСО из окрестностей города. Однако кубинцам удалось установить превосходство в воздухе над этим районом с помощью своих новых советских самолётов МиГ-23, а защитникам удалось удержать оборонительный рубеж к востоку от города с помощью обширных минных полей. После первоначального поражения и понесённого тяжёлого урона в течение семи месяцев боёв, коммунисты смогли сдержать наступление соединённых сил УНИТА и ЮАСО.

## Операция «Смещение»
Небольшие силы ЮАСО продолжали беспокоить ФАПЛА в регионе реки Тумпо к западу от Квито-Кванавале, чтобы создать впечатление, что их силы по-прежнему присутствуют в Анголе, и помешать фапловцам возобновить наступление против УНИТА. В течение нескольких месяцев они продолжали обстреливать Квито-Кванавале и взлётно-посадочную полосу через реку, используя свои дальнобойные 155-мм гаубицы G5 с расстояния от 30 до 40 км. Это продолжалось до конца августа, после чего все войска ЮАР вернулись в Юго-Западную Африку.
Взлётно-посадочная полоса Квито находилась в ремонте, но поскольку она находилась под постоянным наблюдением артиллерии и ВВС ЮАР, она не могла безопасно использоваться самолётами с неподвижным крылом.

## Потери
УНИТА и ЮАР
К концу декабря 1987 года потери унитовцев составляли около 1000 убитых А всего за всё время боя потери боевиков УНИТА составляли около 3000 убитых. По воспоминаниям южноафриканского ветерана Джохана Шумана ЮАР поначалу не имела даже представления о количестве жертв унитовцев, они ехали сверху бронетехники юаровцев и несли наибольший урон от вражеского огня. Лишь потом танкисты ЮАР рассказывали о танках и бронетранспортёрах полностью облепленных останками и частями тел унитовцех, убитых вражеским огнём, либо перееханных своими же танками при отступлении.
Потери юаровцев в разных южноафриканских источниках сильно разнятся. Английский исследователь Питер Поллэк скомпилировал все списки убитых юаровцев в южноафриканских источниках и пришёл к выводу о потере 86 убитыми.
Согласно кубинскому автору, некоторые южноафриканские источники сообщали о подбитии не менее 20 южноафриканских танков «Олифант», потери колёсных танков «Ратель» неизвестны. По данным Анголы всего было подбито 47 южноафриканских танков. Также выходило из строя 5 орудий G-5 и 1 РСЗО Valkirie.
ФАПЛА и Куба
Потери солдат ФАПЛА официально не публиковались. По южноафриканским заявлениям (неподтверждённым) они составили 4768 убитых.
Потери кубинцев составили 49 убитых.
ЮАР заявляла о подбитии 94 ангольских и кубинских танков (это число не имело подтверждения).

## Последствия

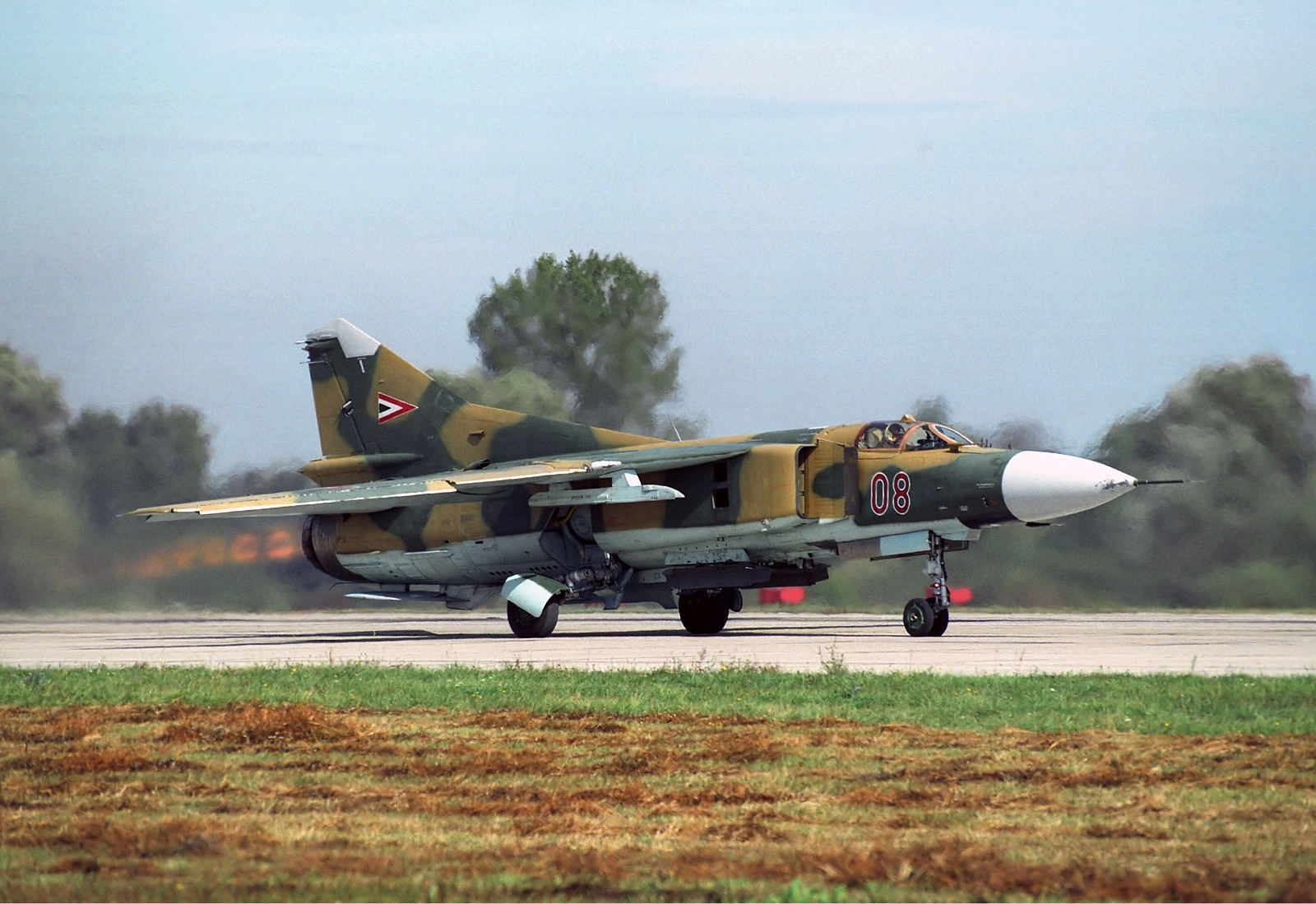
МиГ-23

Хотя ЮАСО достигли своей цели остановить наступление и защитить группировку УНИТА от разгрома, коммунисты также заявили о своей победе в этой битве. В своей речи перед кубинским народом во время посещения Кубы в 1991 году Нельсон Мандела неоднократно подтверждал эту точку зрения и утверждал, что битва при Квито-Кванавале «ознаменовала собой важный шаг в борьбе за освобождение континента и нашей страны от бедствия апартеида». Эта перспектива была определена исходом битвы из-за вывода ЮАСО из Анголы.
Стратегическая цель УНИТА состояла в том, чтобы выжить и, в конечном счёте, взять в свои руки управление страной. Им удалось сохраниться как сила, представители движения продолжают участвовать в выборах, но они так и не получили парламентского большинства.
До и во время битвы при Квито-Кванавале, при посредничестве США, велись мирные переговоры по выводу всех иностранных воюющих сторон из Анголы. Это было связано со стремлением США обеспечить независимость Намибии. После окончания боёв все стороны возобновили переговоры.
В конце концов кубинский воинский контингент в Анголе вырос до около 55 000 человек, из них 40 000 были развёрнуты на юге. Из-за международного эмбарго на поставки оружия с 1977 года, стареющие ВВС Южной Африки не смогли противостоять более современным советским системам ПВО, используемыми кубинцами и ангольцами, и они не смогли удержать господство в воздухе, которым они пользовались в течение многих лет; потери ВВС ЮАР, в свою очередь, оказались критически важными для исхода битвы на земле.
В то время как переговоры продолжались, кубинские войска, ФАПЛА и СВАПО под командованием генерала Синтра Фриаса открыли второй фронт в Лубанго общим числом в 40 000 кубинских и 30 000 ангольских войск при поддержке истребителей МиГ-23, по другим оценкам оценкам, только 10 00—20 000 кубинцев. Проводились различные занятия в течение трёх месяцев, возле Калуеке на 15 марта 1988 года. Это в конечном итоге привело к операции «Возбуждение» (Operation Excite/Hilti) и операции «Смещение» (Operation Displace), в которой стычки имели место в Донгуэне, Шангонго, Тшипа и других городах. Бои на юго-западном фронте закончились 27 июня, когда кубинские МиГ-23 разбомбили плотину Калуеке, в результате чего погибли последние южноафриканцы в ходе конфликта: 12 солдат из 8-го пехотного полка. До воздушного нападения над Калуеке произошло столкновение в этом районе, когда три колонны коммунистов продвинулись к плотине Калуеке. Вооружённые силы ЮАР, состоящие из 32-го батальона и территориальных войск (South West Africa Territorial Force (SWATF)), приостановили наступление кубинцев, нанеся им ощутимые потери около 300 убитыми и ранеными.

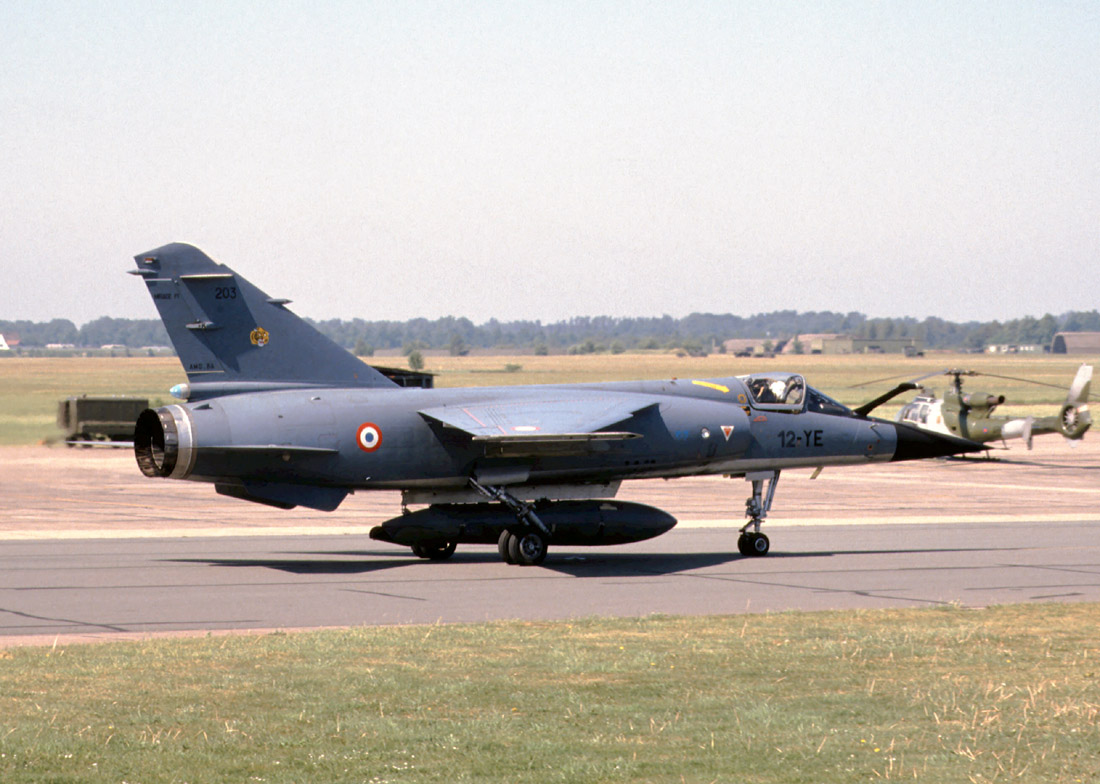
Mirage F1.

Кубинцы утверждали, что убили 20 военнослужащих ЮАСО, однако столкновение в Калуеке не позволило кубинцам продолжить наземные операции. 8 июня 1988 года правительство Южной Африки призвало 140 000 человек из резерва гражданских сил, однако после прекращения военных действий призыв был отменён. После этих боев южноафриканцы признали, что дальнейшая конфронтация с кубинцами приведёт к ненужной эскалации конфликта и что, учитывая все риски, войска ЮАР, всё ещё действующие в Анголе, будут выведены в Намибию. С другой стороны, кубинцы были шокированы тяжёлыми жертвами и поставили свои силы на максимальную боевую готовность в ожидании ответного нападения со стороны южноафриканцев, которое так и не было начато. С выводом из ЮАР в Намибию 27 июня (SWATF, 701-й батальон, ушли через мост в Калуеке 29 июня, и в Руакане 32-й батальон и танки, вышли на 30 июня) военные действия прекратились, и формальный мирный договор был подписан в Руакане 22 августа 1988 года. 22 декабря 1988 года в Нью-Йорке при посредничестве Честера Крокера было подписано мирное соглашение, которое привело к выводу всех иностранных воюющих сторон и провозглашению независимости Намибии.
Во время визита на Кубу Нельсон Мандела сказал кубинскому народу, что «успех» ФАПЛА и Кубы в Квито и в Лубанго является «поворотным моментом для освобождения нашего континента и моего народа», а также гражданской войны в Анголе и борьбы за независимость Намибии. Эксперт по советской внешней политике Питер Ваннеман заявил, что ни одна из сторон не одержала решающей победы. Битва открыла окно возможностей для переговорного урегулирования в Южной Африке, вызвав первоначальное закулисное установление того, что позже стало известно как CODESA (Convention for a Democratic South Africa); а также создание условий для осуществления достижения независимости Намибии в соответствии с резолюцией № 435 Организации Объединённых Наций. Таким образом, это был политический водораздел регионального и даже глобального значения.
В нескольких странах южной Африки торжественно отмечается Битва при Квито-Кванавале. Двадцатилетие годовщины сражения было особо отмечено в Намибии в 2008 году.